# Бурмистров, Николай Васильевич
Никола́й Васи́льевич Бурми́стров (род. 6 марта 1950, Инсар-Акшино, Мордовская АССР) — кандидат технических наук; гендиректор сначала ОАО «Рузхиммаш», затем ОАО «ВКМ».
В 1965 году поступил в Рузаевский политехнический техникум, который окончил с отличием. После чего Николай Васильевич в 1969 году поступил работать на ОАО «Рузхиммаш». В 1977 году он был назначен заместителем начальника механического цеха, который возглавил через два года. В 1978 году Н. В. Бурмистров поступает на заочное отделение Мордовского госуниверситета им. Н. П. Огарёва по специальности инженер-механик и в 1981 году заканчивает обучение и аспирантуру. А в 1983 году становится начальником производственно-диспетчерского отдела завода; затем, в июле 1984 года он стал его директором; впоследствии Бурмистров руководил «Рузхиммашем» более 16 лет.
В 1992 году Николай Васильевич избирается генеральным директором ОАО «Рузхиммаш», созданного на базе предприятия. С развитием вагоностроительного производства на базе головного предприятия «Рузхиммаш» в 2003 году образуется ОАО «Вагоностроительная компания Мордовии», гендиректором становится Н. В. Бурмистров.
С 2000 года Бурмистров Н. В. почётный член Мордовской республиканской организации Всероссийской организации изобретателей и рационализаторов (ВОИР). На его счету 10 патентов Российской Федерации, 30 патентов на промышленные образцы и 17 научных работ. После успешной защиты диссертации в 2001 году он получил учёную степень кандидата технических наук.
Николай Васильевич состоит в политической партии «Единая Россия», является членом президиума политсовета мордовского регионального отделения и заместителем секретаря политсовета мордовского регионального отделения. С 1994 года три созыва подряд избирался депутатом Государственного Собрания Республики Мордовия.

## Награды
За успехи, достигнутые в производственной деятельности, ему присвоено звание «Заслуженный машиностроитель Республики Мордовия». Николай Васильевич немало сделал для реставрации и строительства храмов, причём, как православных церквей, так и мусульманских мечетей. Бурмистрову присвоены награды Русской Православной Церкви — орден святого благоверного князя Даниила Московского и орден преподобного Сергия Радонежского III-й степени. Н. В. Бурмистров награждён общественной наградой — орденом Петра Великого 1-й степени.
- 1981 год — награждён орденом «Знак Почёта».
- 1995 год — «Заслуженный машиностроитель Российской Федерации».
- 1995 год — международная награда «Золотой Факел Бирмингема» — за лучшее и успешное экономическое выживание и развитие зарождающихся рыночных отношений.
- За налаживание партнёрских отношений в США Н. В. Бурмистров был удостоен звания «Почётный гражданин Нового Орлеана».
- 1997 год — «Заслуженный работник промышленности Республики Мордовия»
- 1998 год — «Почётный гражданин Рузаевки».
- 2000 год — «Заслуженный работник промышленности Российской Федерации», орден Почёта.
- 2005 год — За большой вклад в социально-экономическое развитие Мордовии глава республики Н. В. Меркушкин вручил ему орден Славы III-й степени, а через год — орден Славы II-й степени.
- 2010 год — указом Н. В. Меркушкина Н. В. Бурмистрову было присвоено звание «Почётный гражданин Республики Мордовия».